# あさかぜ21
あさかぜ21は、青函フェリー株式会社が運航しているフェリー。

## 概要
北日本海運の船として2009年に就航。それまで他の就航船より小型で老朽化していたあさかぜの代船としてヤマニシで建造され、2009年1月9日に進水、2009年4月に竣工した。2009年3月31日に函館港で竣工記念式典が行われ、函館港20時30分発の14便で運航を開始した。

### 就航航路
青函フェリー
- 青森港 - 函館港（航海時間3時間50分）

はやぶさ、はやぶさII、はやぶさIIIとともに就航する。

## 設計

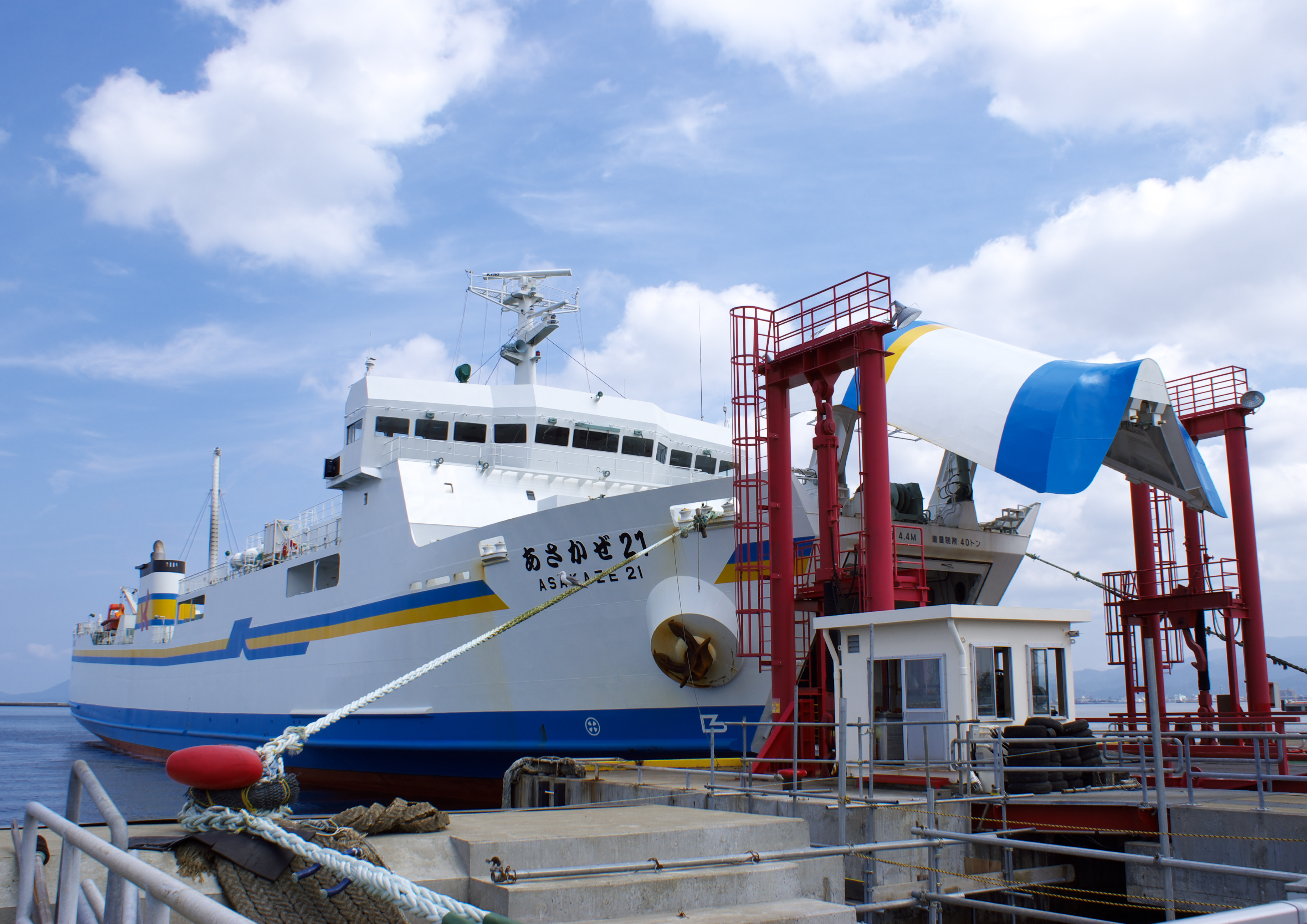
青森港に接岸中の本船

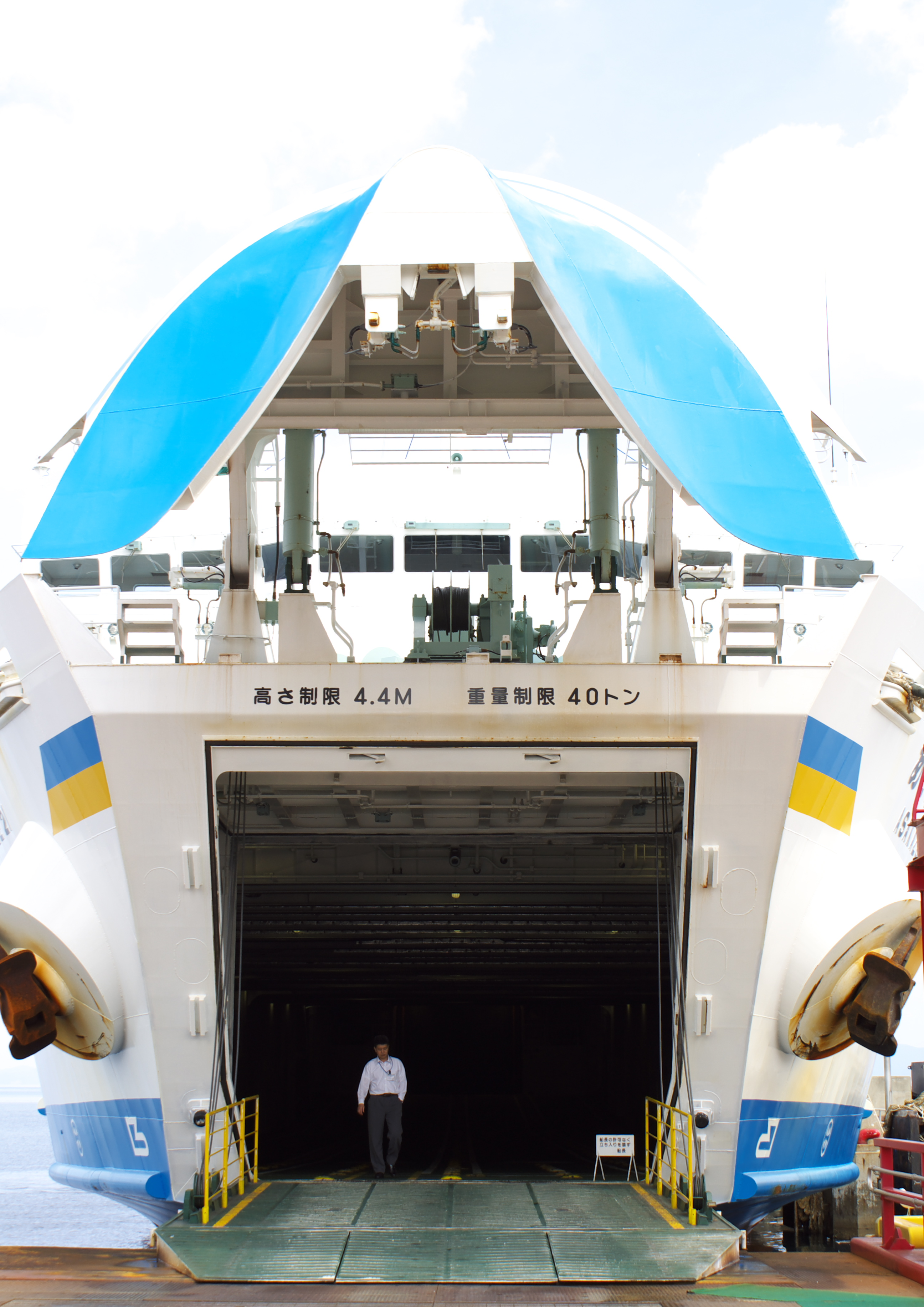
船首ランプ

自動車渡船兼旅客船である。車両甲板は1層で、船首（バウバイザー付）および船尾中央にランプを装備する。
青函フェリーの一般旅客定期航路事業許可取得後、北日本海運としては初の新造船であるが、車両航送を主とする航路であるため旅客設備は最低限とされており、客室はカーペット席のみで、ロビーに飲料・カップ麺の自動販売機、喫煙室が設置されている。一方で本船から新たに女性用シャワールームが設けられたほか、船内はバリアフリー化されており、車いす対応の多目的トイレ、バリアフリー昇降機が設置されている。